# Dąbrówka Wielka (gmina)
Dąbrówka Wielka – dawna gmina wiejska istniejąca w latach 1945–1954 w województwie śląskim, katowickim i stalinogrodzkim (dzisiejsze województwo śląskie). Siedzibą władz gminy była Dąbrówka Wielka (1958–1972 osiedle, 1973–1975 dzielnica Brzezin Śląskich włączona wraz z nimi w 1975 do Piekar Śląskich).
Gmina zbiorowa Dąbrówka Wielka powstała w grudniu 1945 w powiecie tarnogórskim w województwie śląskim (śląsko-dąbrowskim). Według stanu z 1 stycznia 1946 gmina składała się z samej siedziby i nie była podzielona na gromady. 6 lipca 1950 zmieniono nazwę woj. śląskiego na katowickie, a 9 marca 1953 kolejno na stalinogrodzkie.
Według stanu z 1 lipca 1952 gmina w dalszym ciągu nie była podzielona na gromady. Gmina została zniesiona 29 września 1954 wraz z reformą wprowadzającą gromady w miejsce gmin.
Jednostki nie przywrócono 1 stycznia 1973 wraz z kolejną reformą reaktywującą gminy.